# Chloroclystis stabiensis
Chloroclystis stabiensis är en fjärilsart som beskrevs av Otto Staudinger 1929. Chloroclystis stabiensis ingår i släktet Chloroclystis och familjen mätare. Inga underarter finns listade i Catalogue of Life.